# Estádio Francisco Stédile
Estádio Francisco Stédile (zwany potocznie Centenário – stadion wielofunkcyjny w Caxias do Sul, Rio Grande do Sul, Brazylia, na którym swoje mecze rozgrywa klub Sociedade Esportiva e Recreativa Caxias do Sul.

## Ciekwaostki
- Pierwszy gol: Osmar (Caxias)
- Nazwa Centenário została nadana w hołdzie włoskim osadnikom przybyłym do Rio Grande do Sul.